# Rezerwat przyrody Nad Tanwią
Nad Tanwią – krajobrazowy i leśny rezerwat przyrody znajdujący się na terenie gminy Susiec (powiat tomaszowski, województwo lubelskie), niewielkie jego fragmenty leżą w gminie Narol (powiat lubaczowski, województwo podkarpackie). Rezerwat położony jest na obszarze Parku Krajobrazowego Puszczy Solskiej.
- powierzchnia (według aktu powołującego) – 41,33 ha
- powierzchnia (dane nadesłane z nadleśnictwa) – 47,49 ha
- rok utworzenia: – 1958
- dokument powołujący – Zarządzenie Ministra Leśnictwa i Przemysłu Drzewnego z dnia 18 lipca 1958 roku w sprawie uznania za rezerwat przyrody (MP nr 62, poz. 355).
- cel ochrony (według aktu powołującego) – „zachowanie w stanie naturalnym malowniczego i charakterystycznego krajobrazu dolin potoków Tanwi i Jelenia z licznymi wodospadami w skalistym korycie potoku oraz z lasem mieszanym z udziałem jodły na granicy jej naturalnego zasięgu”.

Główną atrakcją rezerwatu są 24 progi skalne, tworzące malownicze wodospady. Powstały one w wyniku ruchów tektonicznych w trakcie fałdowania Karpat. Tędy przebiega (i jest to jedyne miejsce w Polsce, gdzie jest to wyraźnie widoczne) granica geologiczna dzieląca Europę Zachodnią – fałdową od Europy Wschodniej – płytowej. U ujścia strugi Jeleń do Tanwi jest wzniesienie Kościółek, na którym archeolodzy znaleźli ślady grodu z VII-IX wieku, i na którym stał dawniej drewniany kościół bazylianów.
W rezerwacie urządzono ścieżkę przyrodniczo-dydaktyczną „Nad Tanwią” o długości około 3 km.

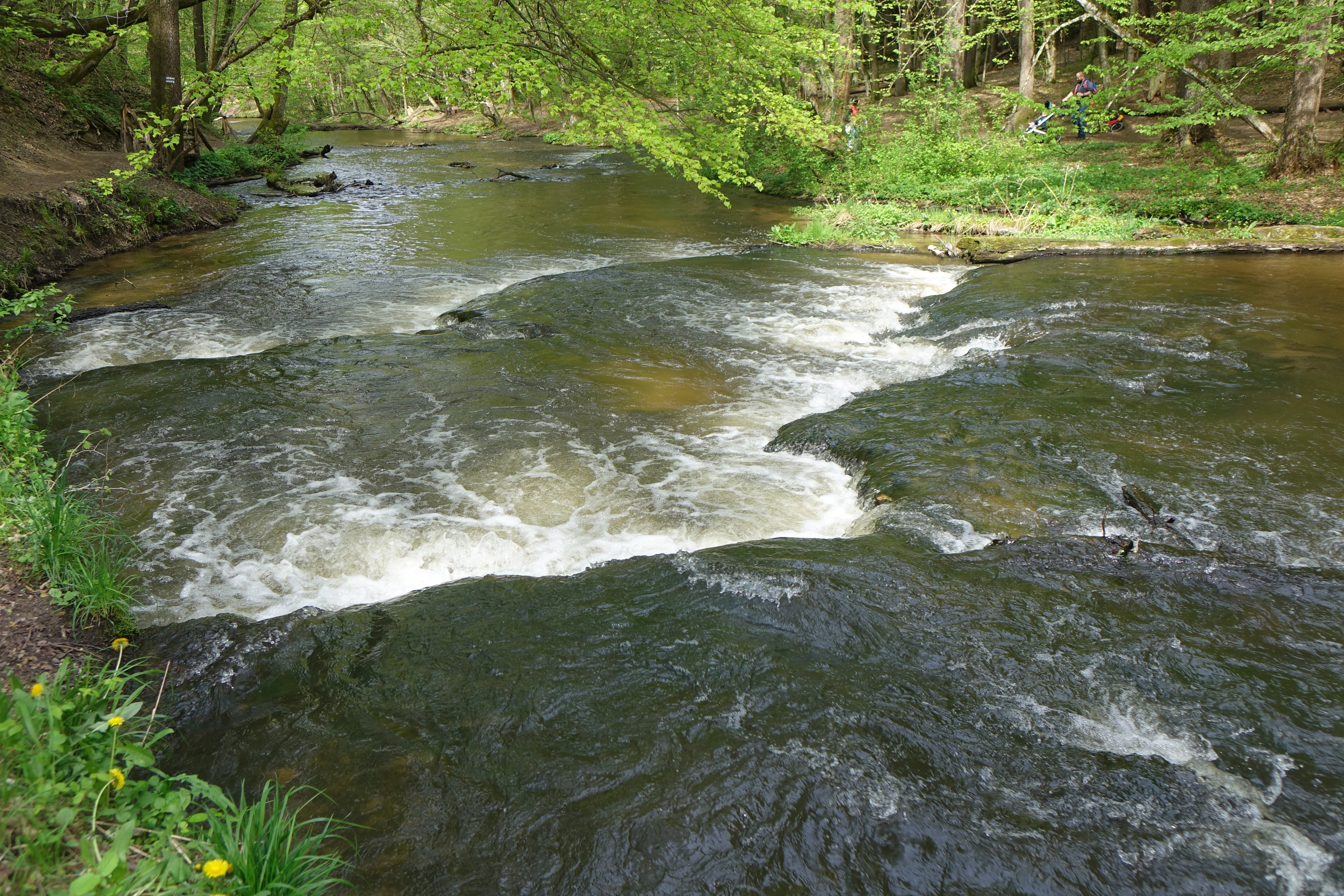
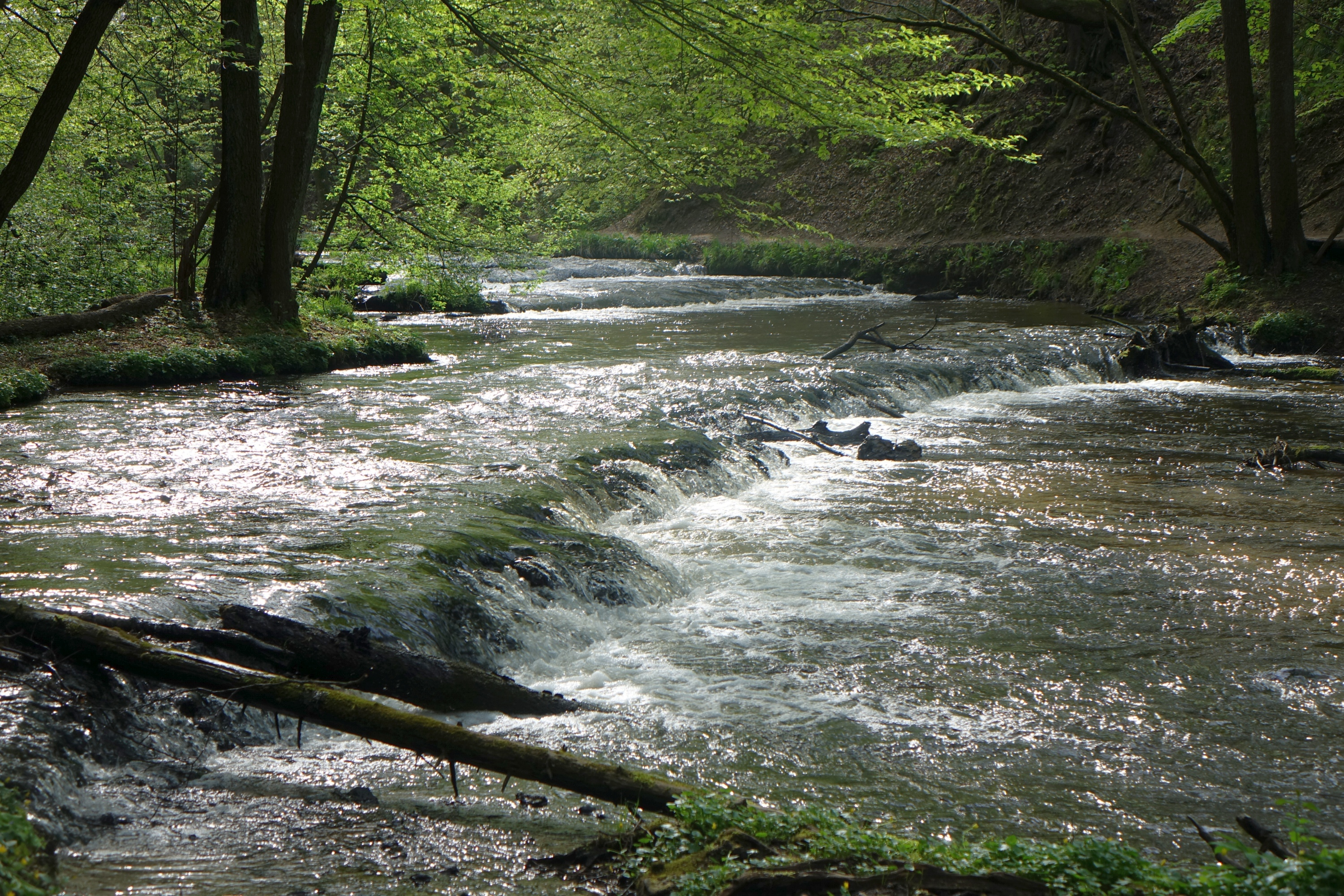
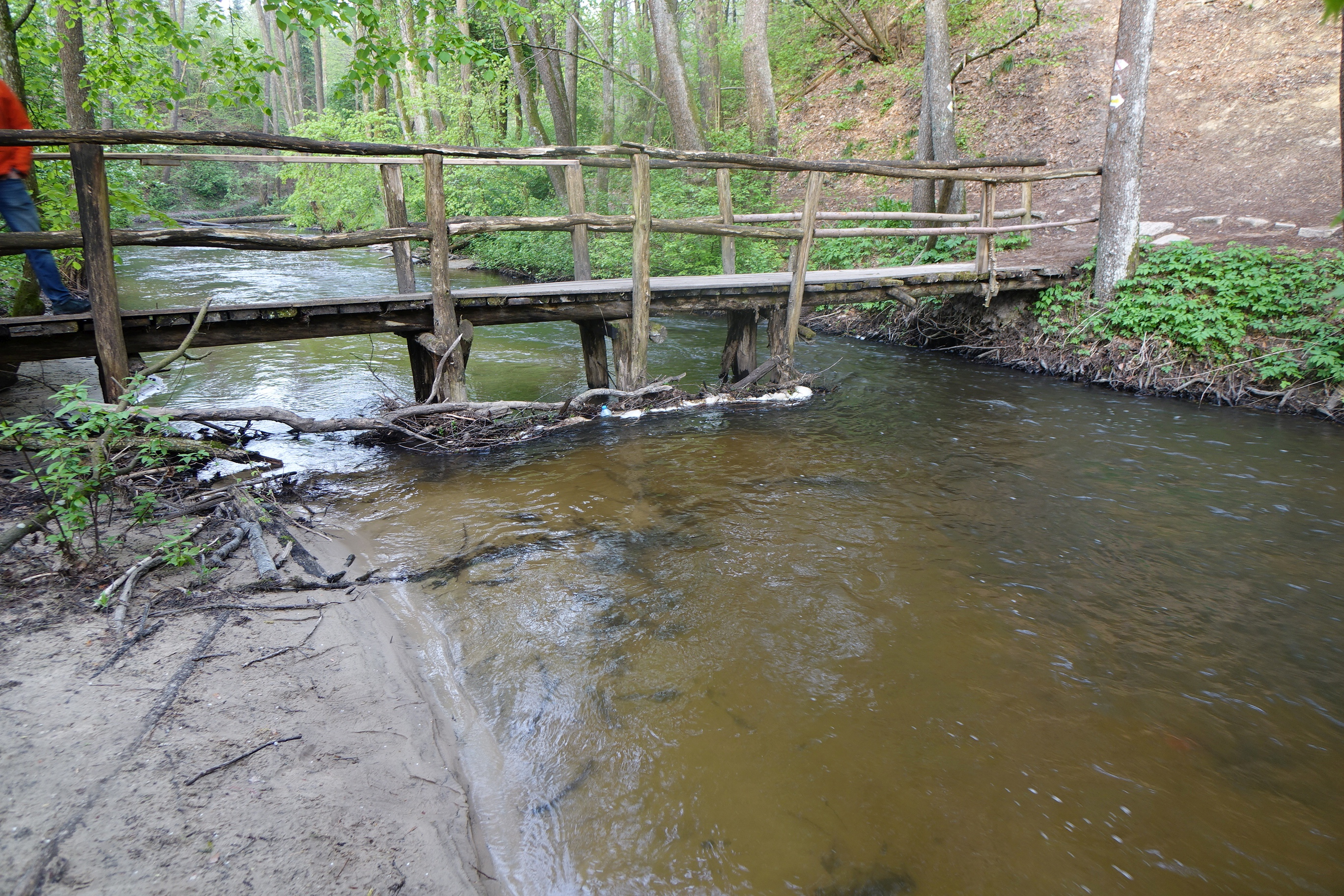
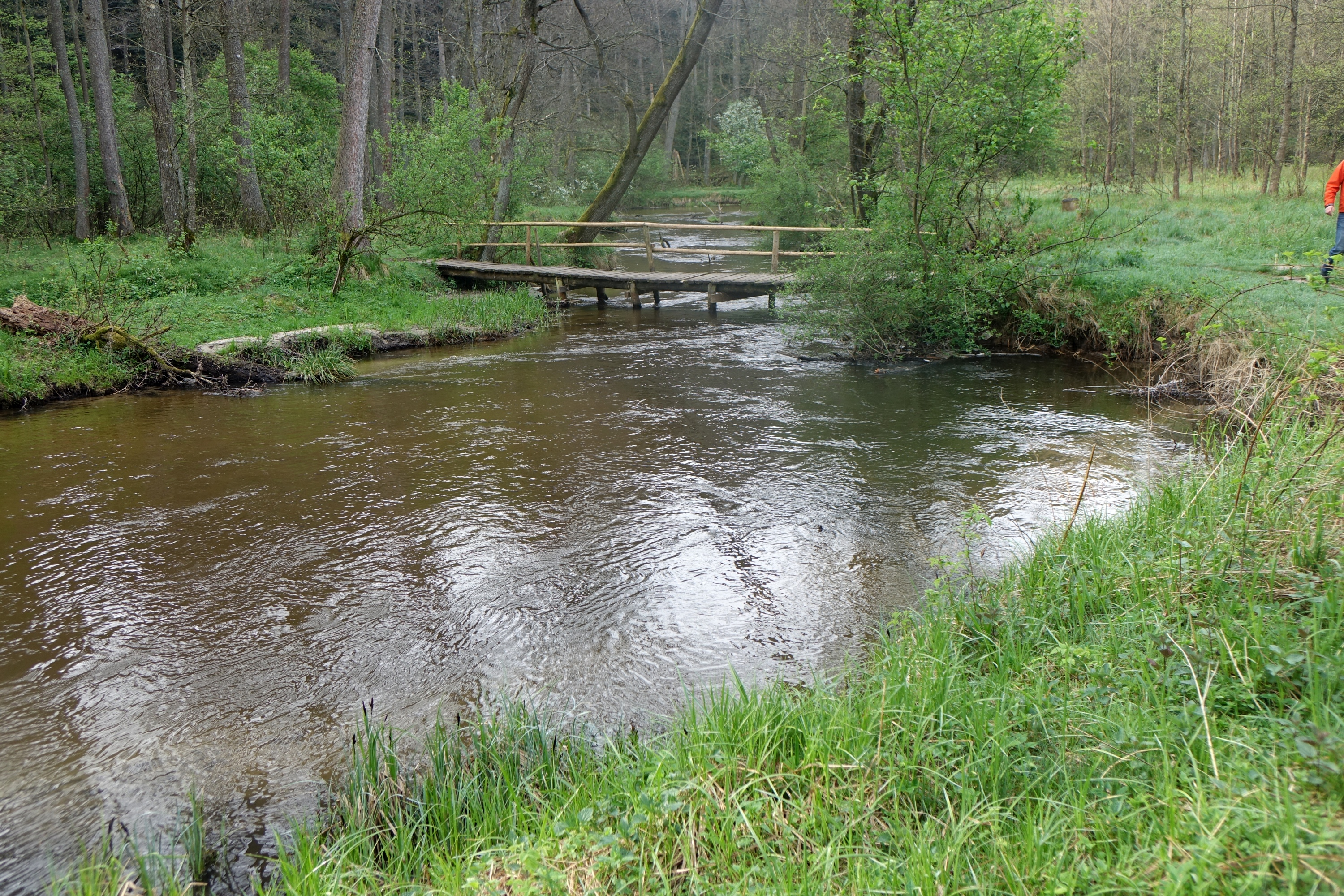
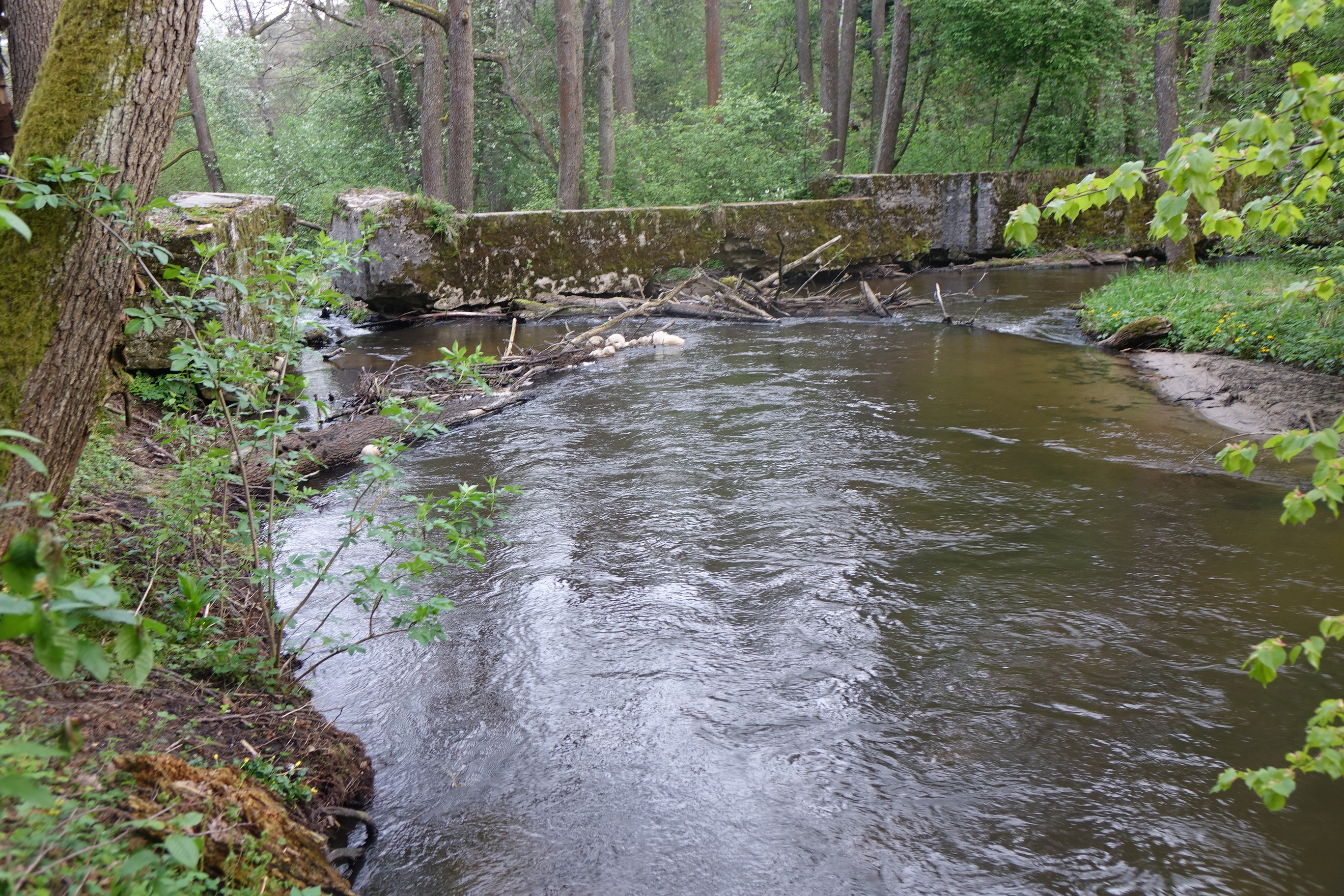
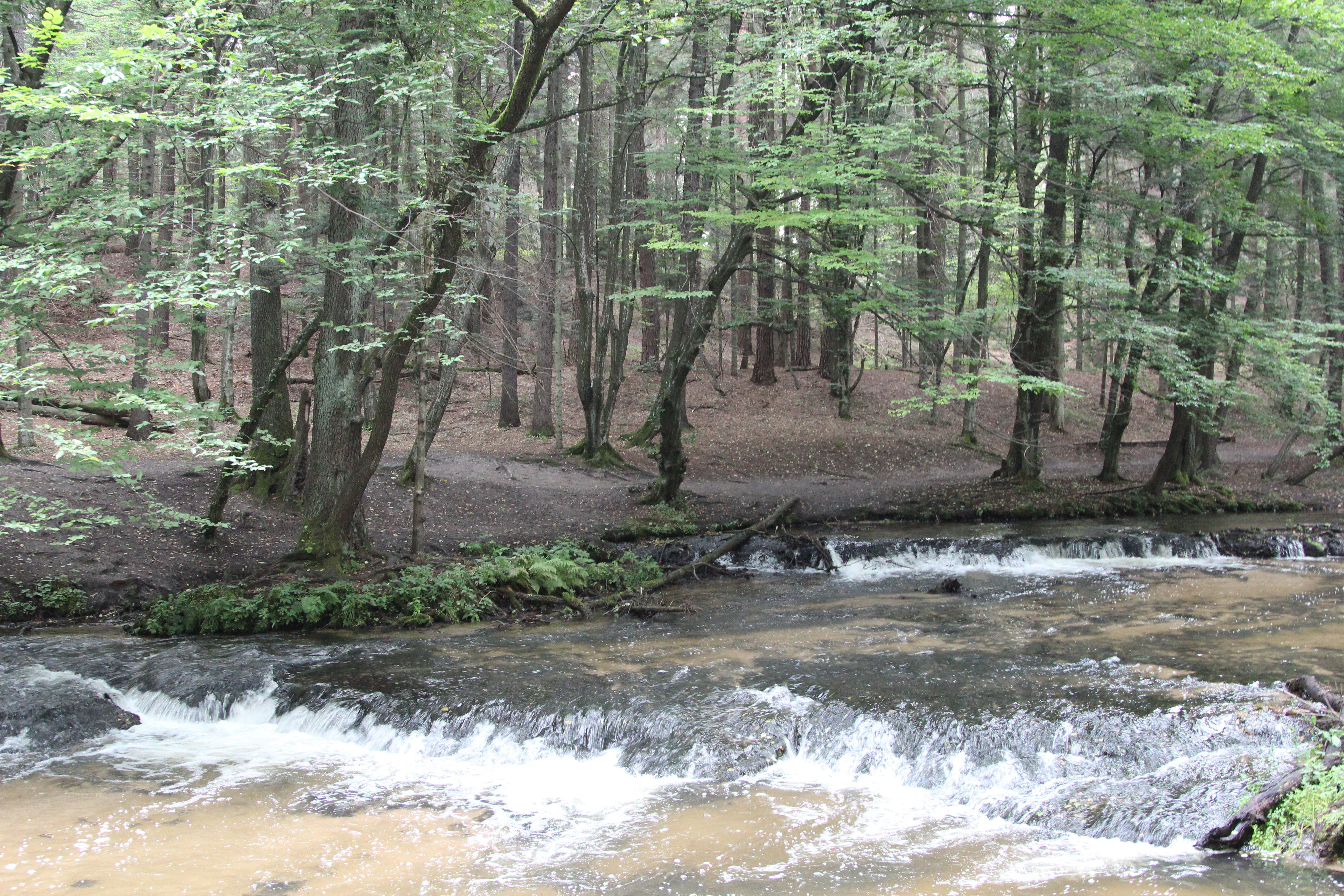